# Нестерихин, Юрий Ефремович
Юрий Ефремович Нестерихин (10 октября 1930, Иваново — 22 декабря 2010, Москва) — российский учёный-физик, доктор физико-математических наук, академик РАН (АН СССР) с 29 декабря 1981 года (член-корреспондент АН СССР — с 24 ноября 1970).

## Биография
С 1961 года работал в Институте ядерной физики СО АН заведующий сектором, заведующий лабораторией.
С 1967 года — в Институте автоматики и электрометрии СО РАН, директор.
Преподавал в Новосибирском государственном университете с 1967 года, заведующий кафедрой автоматизации физико-технических исследований.
С 1987 года работал в Российском научном центре «Курчатовский институт», начальник отдела.
Труды по физике плазмы и проблеме управляемого термоядерного синтеза, а также по автоматизации научных исследований. В 2000 — 2010 гг. — заведующий базовой кафедрой МФТИ «Вычислительные модели технологических процессов».
Похоронен в Москве на Троекуровском кладбище.

## Награды
- 2 ордена Трудового Красного Знамени (в т.ч. 09.10.1980)
- орден «Знак Почёта»
- Премия Совета Министров СССР (1985)[3]
- медали